# Lomemus
Lomemus là một chi bọ cánh cứng trong họ 
Elateridae.
Chi này được miêu tả khoa học năm 1877 bởi Sharp.

## Các loài
Các loài trong chi này gồm:
- Lomemus collaris Sharp, 1877
- Lomemus elegans Sharp, 1877
- Lomemus flavipes Sharp, 1877
- Lomemus frontalis Broun, 1893
- Lomemus fulvipennis Broun, 1893
- Lomemus fuscicornis Broun, 1893
- Lomemus fuscipes Broun, 1893
- Lomemus maurus Broun, 1893
- Lomemus obscuripes Sharp, 1877
- Lomemus pictus Sharp, 1877
- Lomemus pilicornis Sharp, 1877
- Lomemus puncticollis Broun, 1895
- Lomemus rectus (Broun, 1883)
- Lomemus sculpturatus Broun, 1893
- Lomemus similis Sharp, 1877
- Lomemus suffusus Sharp, 1877
- Lomemus vittatus (Broun, 1883)
- Lomemus vittipennis Broun, 1910